# ساوثرن فيو (إلينوي)
ساوثرن فيو (بالإنجليزية: Southern View)‏ هي معلم جغرافي تقع في الولايات المتحدة في إلينوي. يقدر عدد سكانها بـ 1,695 نسمة .

## التركيبة السكانية
حدّد مكتب تعداد الولايات المتحدة بيانات التركيبة السكانية لساوثرن فيو في تعداد الولايات المتحدة. في ما يلي، التركيبة السكانية حسب تعدادي 2000 و2010.

### تعداد عام 2000
بلغ عدد سكان ساوثرن فيو 1,695 نسمة بحسب تعداد عام 2000، وبلغ عدد الأسر 798 أسرة وعدد العائلات 453 عائلة مقيمة في القرية. في حين سجلت الكثافة السكانية 1,237.2 نسمة لكل كيلومتر مربع (3,204.3/ميل2). وبلغ عدد الوحدات السكنية 841 وحدة بمتوسط كثافة قدره 613.9 لكل كيلومتر مربع (1,590.0/ميل2).
وتوزع التركيب العرقي للقرية بنسبة 96.34% من البيض و0.83% من الأمريكيين الأفارقة و0.53% من الأمريكيين الأصليين و0.83% من الأمريكيين ذوي الأصول الآسيوية و1.06% من الأعراق الأخرى و0.41% من عرقين مختلطين أو أكثر و1.71% من الهسبانيون أو اللاتينيون من أي عرق.
بلغ عدد الأسر 798 أسرة كانت نسبة 25.9% منها لديها أطفال تحت سن الثامنة عشر تعيش معهم، وبلغت نسبة الأزواج القاطنين مع بعضهم البعض 43.9% من أصل المجموع الكلي للأسر، ونسبة 10.9% من الأسر كان لديها معيلات من الإناث دون وجود شريك،  بينما كانت نسبة 2% من الأسر لديها معيلون من الذكور دون وجود شريكة وكانت نسبة 43.2% من غير العائلات. تألفت نسبة 36.2% من أصل جميع الأسر من عدة أفراد يعيشون في نفس المنزل ونسبة 15.4% كانت تتألف من شخص يعيش بمفرده يبلغ من العمر 65 عاماً أو أكثر. وبلغ متوسط حجم الأسرة المعيشية 2.12، أما متوسط حجم العائلات فبلغ 2.79.
بلغ العمر الوسطي للسكان 40.4 عاماً. وكانت نسبة 19.8% من القاطنين تحت سن الثامنة عشر، وكانت نسبة 6.8% بين الثامنة عشر والرابعة والعشرين عاماً، ونسبة 31.7% كانت واقعةً في الفئة العمرية ما بين الخامسة والعشرين والرابعة والأربعين عاماً، ونسبة 21.8% كانت ما بين الخامسة والأربعين والرابعة والستين، ونسبة 19.9% كانت ضمن فئة الخامسة والستين عاماً فما فوق. يوجد لكل 100 أنثى 85.7 ذكر، ويوجد لكل 100 أنثى في الثامنة عشر من عمرها فما فوق 81.7 ذكر.
بلغ متوسط دخل الأسرة في القرية 37,964 دولارًا، أما متوسط دخل العائلة فبلغ 47,386 دولارًا. وكان متوسط دخل الذكور 32,284 دولارًا مقابل 27,188 دولارًا للإناث. وسجل دخل الفرد الخاص بالقرية 18,633 دولارًا. وكانت نسبة 4.7% من العائلات ونسبة 7.6% من السكان تحت خط الفقر، وكان من هؤلاء نسبة 7.3% تحت سن الثامنة عشر ونسبة 4.4% في الخامسة والستين من العمر وما فوق.

### تعداد عام 2010
بلغ عدد سكان ساوثرن فيو 1,642 نسمة بحسب تعداد عام 2010، وبلغ عدد الأسر 748 أسرة وعدد العائلات 395 عائلة مقيمة في القرية. في حين سجلت الكثافة السكانية 1,198.5 نسمة لكل كيلومتر مربع (3,104.1/ميل2). وبلغ عدد الوحدات السكنية 795 وحدة بمتوسط كثافة قدره 580.3 لكل كيلومتر مربع (1,503.0/ميل2).
وتوزع التركيب العرقي للقرية بنسبة 94.15% من البيض و2.50% من الأمريكيين الأفارقة و0.37% من الأمريكيين الأصليين و1.04% من الأمريكيين ذوي الأصول الآسيوية و0.37% من الأعراق الأخرى و1.58% من عرقين مختلطين أو أكثر و1.64% من الهسبانيون أو اللاتينيون من أي عرق.
بلغ عدد الأسر 748 أسرة كانت نسبة 22.7% منها لديها أطفال تحت سن الثامنة عشر تعيش معهم، وبلغت نسبة الأزواج القاطنين مع بعضهم البعض 34.4% من أصل المجموع الكلي للأسر، ونسبة 12.8% من الأسر كان لديها معيلات من الإناث دون وجود شريك،  بينما كانت نسبة 5.6% من الأسر لديها معيلون من الذكور دون وجود شريكة وكانت نسبة 47.2% من غير العائلات. تألفت نسبة 39.3% من أصل جميع الأسر من عدة أفراد يعيشون في نفس المنزل ونسبة 12.6% كانت تتألف من شخص يعيش بمفرده يبلغ من العمر 65 عاماً أو أكثر. وبلغ متوسط حجم الأسرة المعيشية 2.06، أما متوسط حجم العائلات فبلغ 2.74.
بلغ العمر الوسطي للسكان 46.0 عاماً. وكانت نسبة 17% من القاطنين تحت سن الثامنة عشر، وكانت نسبة 7.3% بين الثامنة عشر والرابعة والعشرين عاماً، ونسبة 24.1% كانت واقعةً في الفئة العمرية ما بين الخامسة والعشرين والرابعة والأربعين عاماً، ونسبة 30.8% كانت ما بين الخامسة والأربعين والرابعة والستين، ونسبة 20.8% كانت ضمن فئة الخامسة والستين عاماً فما فوق. وتوزع التركيب الجنسي للسكان بنسبة 46.8% ذكور و53.2% إناث.